# 黑鰭髭鯛
黑鰭髭鯛，又稱斜帶髭鯛、髭鯛，俗名銅盆魚，為松鯛目髭鯛科髭鯛屬的其中一個種。

## 分布
本魚分布於西北太平洋區，包括日本海南部至東海的海域。

## 深度
水深3至50公尺。

## 特徵
本魚體呈暗灰色，體側有2條暗色斜帶自背部斜向尾部，腹側顏色較淡。背鰭、尾鰭顏色均較淡。背鰭鰭棘部和鰭條部相連，具深缺刻，鰭棘以第三棘最長。頤部有一叢密生的小突起。背鰭的第三棘及臀鰭第二棘特別強大。背鰭硬棘11枚、軟條14至16枚；臀鰭硬棘3枚、軟條9至10枚。體長可達30公分。

## 生態
本魚棲息在沿岸沙底，屬肉食性，以甲殼類、魚類為食。

## 經濟利用
為美味的食用魚，紅燒、煎食、煮湯或清蒸皆適宜。